# Bertrand Collomb
Pour les articles homonymes, voir Collomb.
Bertrand Collomb, né le 14 août 1942 à Lyon et mort le 23 mai 2019 au Plessis-Robinson,, est un chef d'entreprise français.

## Biographie

### Carrière
Bertrand Collomb est ancien élève de l'École polytechnique (promotion 1960) et de l'École des mines de Paris, licencié en droit. Il a obtenu un PhD de Management à l'Université du Texas.
De 1966 à 1975, il occupe des positions administratives au ministère de l'Industrie où il est ingénieur du corps des mines à Metz (1966-1970), puis adjoint au délégué à l'informatique, Maurice Allègre, qui lui confie le développement de l'enseignement de l'informatique en France (1971-1973). En même temps, il fonde le centre de recherche en gestion de l'École polytechnique, dont il passe la responsabilité à Michel Berry en 1974.
De 1973 à 1975, il est conseiller technique dans des cabinets ministériels : d'abord celui d'Alain Peyrefitte (réformes administratives : 1973-1974), puis celui de René Haby (éducation).
Il rejoint Lafarge en 1975. Après avoir occupé plusieurs postes dans le groupe, il a été directeur général de Lafarge Corporation, filiale nord-américaine du groupe (1985-1988). Il a été nommé président-directeur général de Lafarge en août 1989, et est devenu président du conseil d’administration en mai 2003, puis président d'honneur en mai 2007. Il a conduit le développement international du groupe, devenu leader mondial du ciment, et maintenant implanté dans plus de 80 pays.
Bertrand Collomb, dans le groupe Lafarge, a milité pour le respect des valeurs de développement durable et de respect de l'environnement. Il a été membre de la commission qui a élaboré la charte de l'environnement, présente aujourd'hui dans le préambule de la Constitution de 1958 et fait partie du Comité des Experts de la Fondation d'entreprise Alcen pour la connaissance des énergies.
Il a un intérêt particulier pour les États-Unis, où il a une résidence secondaire en Virginie. Il a été un moment président du Dialogue transatlantique des affaires et a souvent participé aux réunions américano-européennes de Bilderberg. Il a d'ailleurs fait partie de son comité de direction.
En plus de ses liens avec le groupe Bilderberg, il fait aussi partie du club très fermé Le Siècle.
Bertrand Collomb a publié, avec Michel Drancourt, en octobre 2010, un livre Plaidoyer pour l'Entreprise (François Bourin, éditeur), sur le rôle de l'entreprise humaniste dans la globalisation, et, en 2011, un livre de dialogues avec le frère Samuel Rouvillois sur L'entreprise humainement responsable (Desclée de Brouwer).
Il meurt le 23 mai 2019 à 76 ans.

### Famille
Bertrand Collomb est le fils de Charles Collomb (1901-1982), polytechnicien de la promotion 1922, ingénieur-conseil, et de son épouse née Hélène Traon.
Il est le petit-fils de Charles Collomb (1870-1933), polytechnicien de la promotion 1891, colonel du génie, et de son épouse née Catherine Ogier.
De son mariage en 1967 avec Caroline Wirth (petite-fille de Pierre-Etienne Flandin), il a 3 enfants et 5 petits-enfants. Le frère de Caroline, Didier Wirth, était camarade de Bertrand Collomb à l'École polytechnique. L'oncle, Robert Wirth, était lui-même polytechnicien de la promotion 1937, inspecteur des Finances.

## Distinctions
- Commandeur de la Légion d'honneur (13 juillet 2010)[9] ; officier du 6 septembre 2000.
- Grand officier de l'ordre national du Mérite (14 mai 2014)[10]
- Chevalier de l'ordre des Palmes académiques